# Bimala Ranamagar
Bimala Ranamagar (ur. 2 lipca 1971) – nepalska lekkoatletka, olimpijka.
Uczestniczka igrzysk w Atlancie (1996). Uzyskała tam 62. wynik w maratonie na 65 sklasyfikowanych zawodniczek (3:16:19).
Rekord życiowy w maratonie – 3:10:34 (1995).